# Traffic (exposición artística)

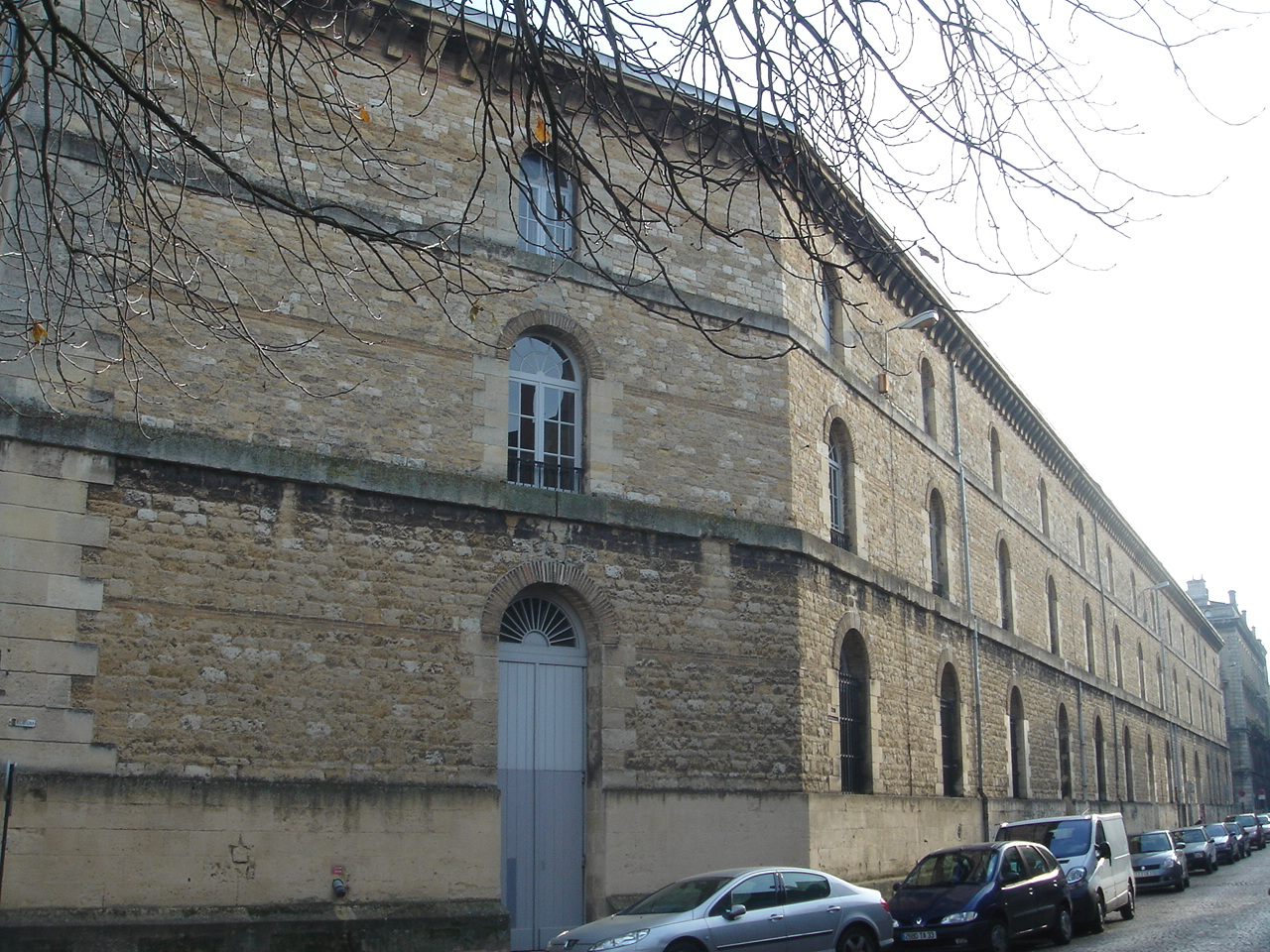
CAPC, museo de arte contemporáneo de Burdeos, en Francia, donde se exhibió la exposición Traffic en 1996

Traffic es el título de una exposición colectiva de arte contemporáneo que tuvo lugar en el CAPC musée d'art contemporain de Burdeos, Francia; durante febrero y marzo de 1996.

## Tema
La exposición fue curada por Nicolas Bourriaud para mostrar la tendencia que identificó como Estética relacional o Arte relacional.

## Reacción crítica
Escribiendo en la revista de arte Zing, Emily Tsingou dijo: "Por un breve momento, y en un nivel teórico, el programa intentó una afirmación interesante. Sin embargo, la idea de interactividad no es muy lúcida, especialmente si se considera que podría extenderse hasta el punto de abarcar cualquier obra de arte y la presencia de un espectador (incluso en su sentido tradicional, el arte funciona sobre esa cualidad). )... en general el espectáculo tenía las características de un atasco de tráfico: en un punto muerto y agitado ".
Escribiendo en la revista de arte Frieze, Carl Freedman dijo, "Traffic y el concepto de 'relacionalidad' de Bourriaud eran demasiado inespecíficos para ser capaces de definir un arte nuevo, especialmente cuando muchas de las obras hicieron poco para apoyar la premisa de la exposición. Esta fue una exposición ambiciosamente financiada que solo pudo proporcionar al espectador una variedad de objetos e imágenes en gran parte familiar. Dado que los principales beneficiarios de 'Traffic' tienden a ser los artistas participantes y sus asociados, Bourriaud puede necesitar mirar qué constituye realmente los determinantes sociopolíticos de su 'espacio interhumano'.

## Artistas expuestos
- Vanessa Beecroft
- Henry Vínculo

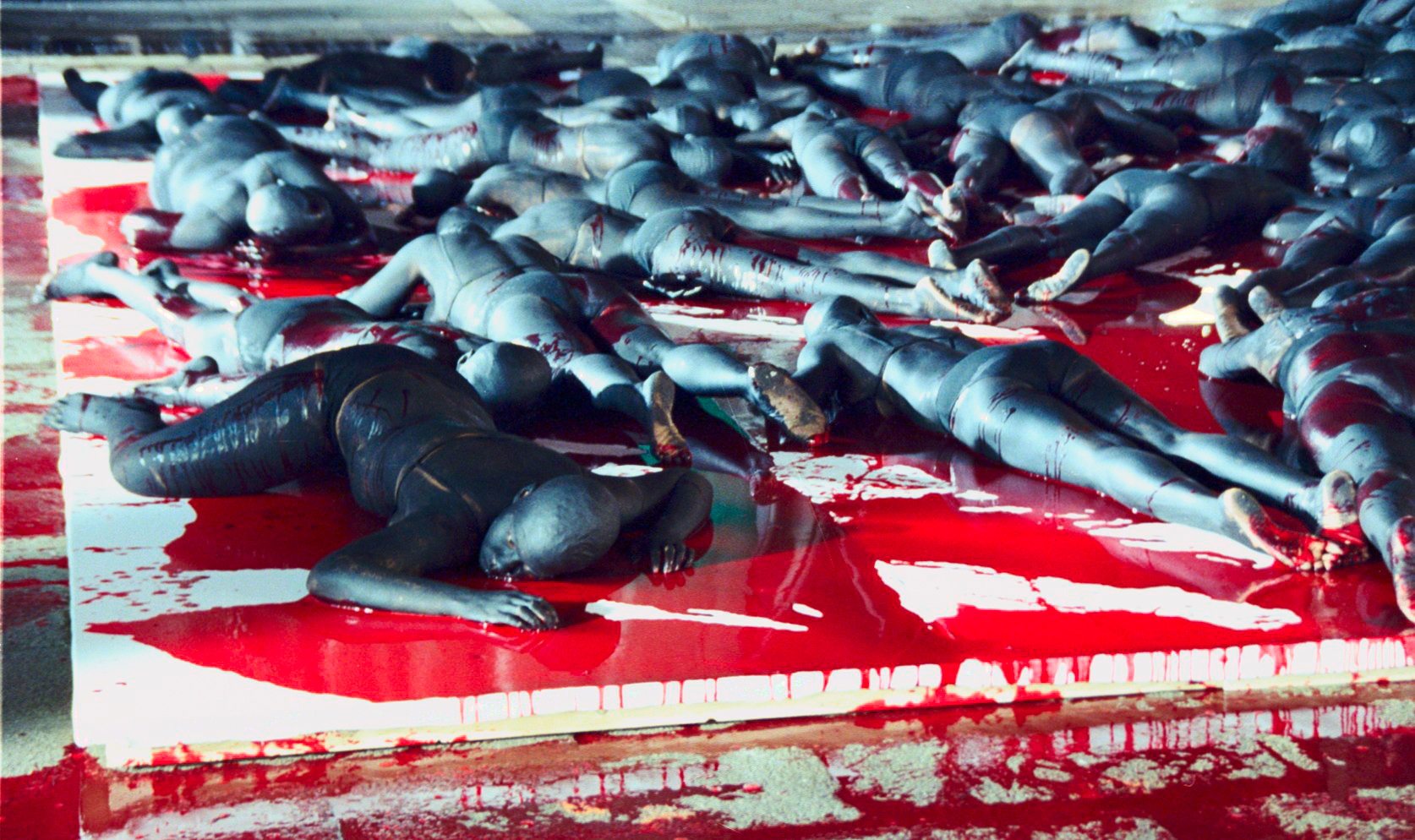
VB61, Still Death! Darfur Still Deaf? una obra de arte de 2007 de Vanessa Beecroft que se incluyó en la exposición

- Jes Brinch y Henrik Plenge Jakobsen
- Angela Bulloch
- Maurizio Cattelan
- Andrea Clavadetscher y Eric Schumacher
- Honoré d'O
- Liam Gillick
- Dominique Gonzalez-Foerster
- Douglas Gordon
- Jens Haaning
- Christine Cerro
- Noritoshi Hirakawa
- Carsten Höller
- Pierre Huyghe
- Peter Tierra
- Miltos Manetas
- Gabriel Orozco
- Jorge Pardo
- Philippe Parreno
- Jason Rhoades
- Christopher Sperandio y Simon Grennan
- Rirkrit Tiravanija
- Xavier Veilhan
- Gillian que Lleva
- Kenji Yanobe